# Maria Dulębianka
Maria Dulębianka (ur. 21 listopada 1858 w Krakowie, zm. 7 marca 1919 we Lwowie) – polska malarka, pisarka, publicystka, feministka i działaczka społeczna.

## Rodzina
Dulębianka urodziła się w Krakowie, gdzie 25 listopada została ochrzczona w kościele Mariackim. Była córką Marii z Wyczałkowskich Skibowej oraz Henryka Dulęby herbu Alabanda. Ojciec, pochodzący ze zubożałej rodziny ziemiańskiej z okolic Nowego Sącza, przez pewien czas pracował w krakowskim teatrze jako sekretarz dyrekcji.
Miała pięcioro rodzeństwa. Henryk Dulęba (junior) pracował we Lwowie jako inżynier budownictwa. Anna z Dulębów Wyczołkowska ukończyła konserwatorium muzyczne w Wiedniu, w 1893 obroniła doktorat z zakresu filozofii na uniwersytecie w Zurychu, a w 1901 wyemigrowała do Chicago. Władysław Dulęba, z wykształcenia doktor prawa, prowadził kancelarię adwokacką we Lwowie oraz zaangażował się w działalność polityczną, obejmując m.in. stanowisko ministra dla Galicji. Adolf Dulęba pozostał w Krakowie, gdzie wybrał karierę teatralną (znaną aktorką została także jego córka, Maria Dulęba). Feliks Dulęba został urzędnikiem kolejowym w Galicji Wschodniej. Przyrodnim bratem Dulębianki był pianista Józef Dulęba.

## Edukacja artystyczna
Początkowo Dulębianka uczyła się w Krakowie na pensji Justyny Maliszewskiej. W roku akademickim 1873/1874 rozpoczęła naukę na kursie przygotowawczym Kunstgewerbeschule w Wiedniu (przekształconej w Uniwersytet Sztuki Stosowanej w Wiedniu). Od ok. 1880 roku uczęszczała do prywatnej szkoły artystycznej dla kobiet prowadzonej przez Wojciecha Gersona w Warszawie, równocześnie m.in. z Anną Bilińską oraz Zofią Stankiewiczówną. Następnie w latach 1884–1886 studiowała w Académie Julian w Paryżu pod kierunkiem Tony’ego Roberta-Fleury’ego i Williama-Adolphe’a Bouguereau, a potem także w pracowni Carolusa-Durana. Przed wyjazdem do Francji prawdopodobnie krótko pobierała nauki u Jana Matejki w Krakowie.

## Malarstwo

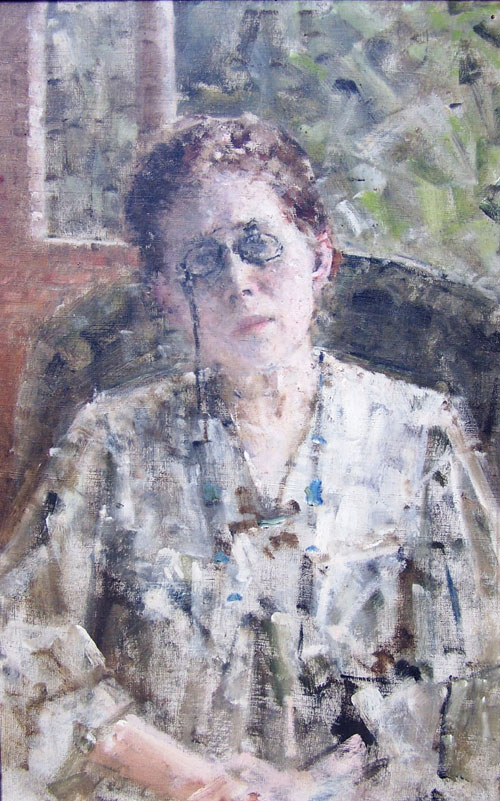
Maria Dulębianka, Portret Marii Konopnickiej, 1910, Muzeum Marii Konopnickiej w Żarnowcu

Od 1881 roku regularnie pokazywała swe prace m.in. w Warszawie i Krakowie. Na wystawie światowej w Paryżu w 1889 zaprezentowała obrazy Na pokucie i Sieroca dola, za który otrzymała wyróżnienie (mention honorable). Malowała przede wszystkim portrety, studia kobiet i dzieci oraz kameralne sceny rodzajowe, często przedstawiające ubogich mieszkańców miasta.
Wielokrotnie portretowała także Marię Konopnicką. Największą kolekcję stworzonych przez nią wizerunków poetki prezentuje Muzeum Marii Konopnickiej w Żarnowcu. W zbiorach Muzeum Narodowego w Warszawie znajduje się natomiast Portret Marii Konopnickiej namalowany przez Dulębiankę w 1902 z okazji jubileuszu pracy twórczej pisarki i reprodukowany później m.in. na okładce „Tygodnika Ilustrowanego”. Również Muzeum Polskie w Rapperswilu przed wojną posiadało portret Konopnickiej pędzla Dulębianki. Pod wpływem pobytów z Konopnicką w różnych uzdrowiskach Dulębianka zaczęła wprowadzać do swojej twórczości także motywy inspirowane podróżami, np. pejzaże morskie. Jej szkic olejny Morze (ok. 1910) zachował się w Muzeum Narodowym w Krakowie.

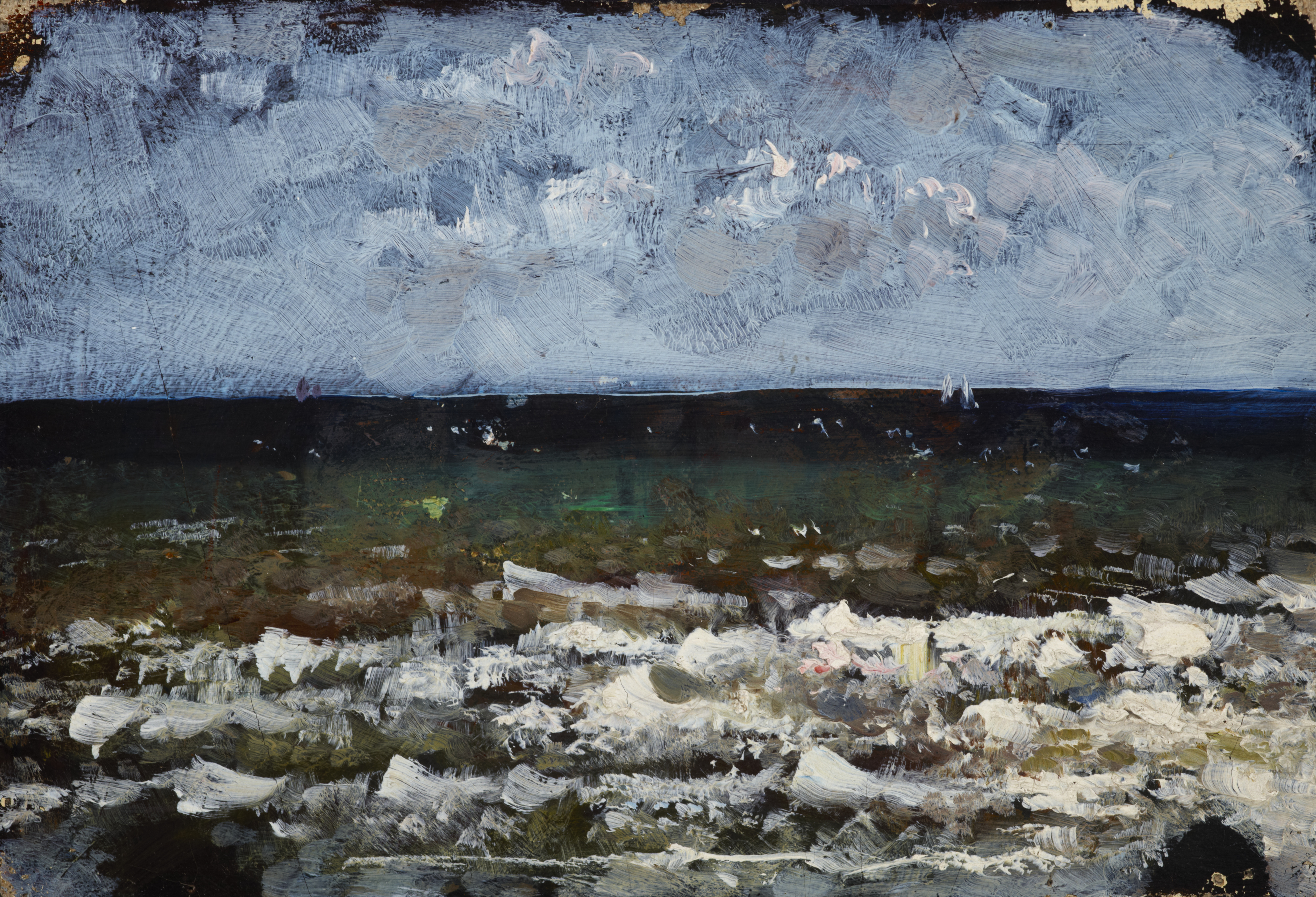
Maria Dulębianka, Morze, ok. 1910, Muzeum Narodowe w Krakowie

## Relacja z Marią Konopnicką
Od 1890 Dulębianka i Konopnicka przez dwadzieścia lat wspólnie podróżowały i mieszkały za granicą (m.in. w Monachium, Zurychu, Dreźnie i Wiedniu), a po 1903 – w dworku w Żarnowcu, pod Krosnem, który poetka otrzymała w darze od narodu z okazji jubileuszu pracy literackiej.
Jak zauważa Lena Magnone, Dulębianka została pierwszy raz wymieniona w liście Konopnickiej w 1889. Z ustaleń Karoliny Dzimiry-Zarzyckiej omówionych w biografii Samotnica. Dwa życia Marii Dulębianki wynika, że Dulębianka poznała Konopnicką prawdopodobnie w pierwszym kwartale 1889 – na taką datę wskazują bowiem zapiski malarki z notatnika zachowanego we Lwowskiej Narodowej Bibliotece im. Wasyla Stefanyka. Relacja Dulębianki i Konopnickiej nie budziła za ich życia kontrowersji i była społecznie akceptowana. W malarce widziano wierną towarzyszkę, przyjaciółkę i powierniczkę poetki, szczególnie oddaną w ostatnich latach życia Konopnickiej, kiedy pisarka coraz poważniej chorowała.
Część badaczy określa je dziś jako partnerki życiowe. Lena Magnone zaproponowała w swojej książce Konopnicka. Lustra i symptomy termin „związek siostrzany”, natomiast Karolina Dzimira-Zarzycka określenie „małżeństwo bostońskie”.
Jak zwraca uwagę Krzysztof Tomasik, Maria Dulębianka, która nigdy nie wyszła za mąż, reprezentowała typ znany wśród lesbijek od wieków. Krótko się strzygła, chodziła w surducie i binoklach, polowała i jeździła konno. Początkowo Konopnicka nazywała ją „Piotrek” lub „Pietrek z powycieranymi łokciami”. Brała udział w życiu rodzinnym artystki.
Relacji z Konopnicką Dulębianka poświęciła swe zapiski.

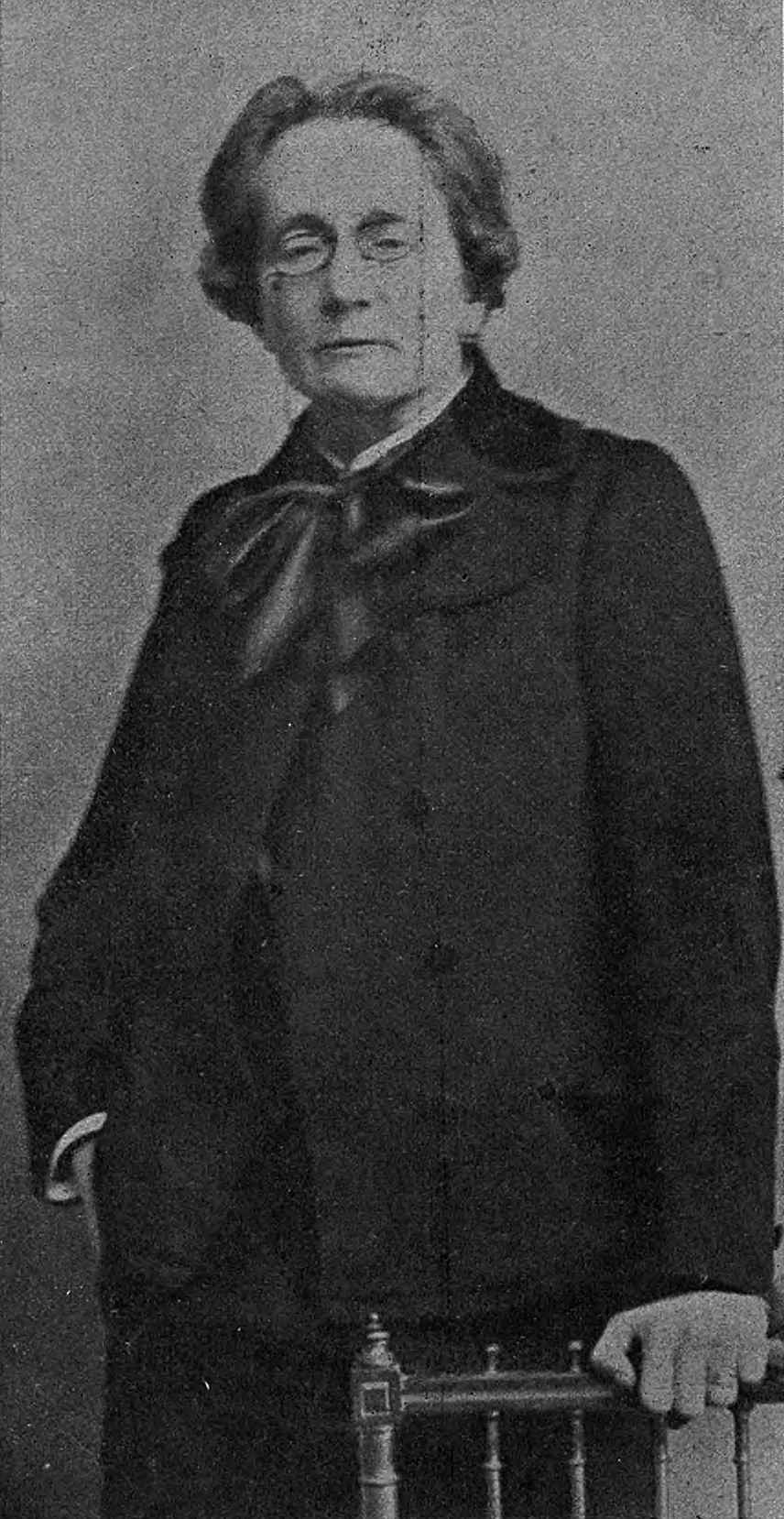
Maria Dulębianka, fot. Marek Münz, 1908

## Działalność feministyczna
Maria Dulębianka była przedstawicielką pierwszej fali feminizmu. W 1895 rozpoczęła walkę o dopuszczenie kobiet do studiowania w krakowskiej Szkole Sztuk Pięknych. W 1897 związała się ze środowiskami emancypacyjnymi we Lwowie. Publikowała w feministycznym „Sterze” wydawanym przez Paulinę Kuczalską-Reinschmit. Podjęła starania na rzecz utworzenia gimnazjum żeńskiego we Lwowie. W 1902 wygłosiła w Krakowie odczyt O twórczości kobiet, wydany w 1903 w zbiorze Głos kobiet w kwestii kobiecej.
W referacie Polityczne stanowisko kobiety, wygłoszonym w 1907 z okazji jubileuszu 40-lecia pracy twórczej Elizy Orzeszkowej, wypowiedziała się przeciw militaryzmowi, wskazując jednak również na inne problemy: „Ale nad militaryzm i kapitalizm wrogiem większym, bo bliskim i codziennym, jest nam każda krzywda, każdy ucisk, każdy fałsz i każda nieprawość, przeciw tym wrogom wielką i wytrwałą wieść krucjatę”.
W 1908 kandydowała do Sejmu Krajowego we Lwowie z ramienia Komitetu Równouprawnienia Kobiet, przy poparciu Stronnictwa Ludowego i Komitetu Pracy Oświatowej im. Marii Wysłouchowej, wykorzystując formalne uprawnienia wyborcze przysługujące w Galicji niewielkiej grupie obywatelek. Uzyskała 511 głosów, ale odrzucono jej kandydaturę „z przyczyn formalnych”. W tym okresie jeszcze mocniej zaangażowała się w walkę o prawa wyborcze kobiet. Stanęła na czele lwowskiego Związku Równouprawnienia Kobiet (1909).

## Działalność społeczna
Dulębianka niemal całkowicie poświęciła się pracy społecznej i feministycznej po 1910, gdy po śmierci Konopnickiej przeniosła się na stałe do Lwowa. Wkrótce założyła Wyborczy Komitet Kobiet do Rady Miejskiej we Lwowie (1911) i Komitet Obywatelskiej Pracy Kobiet (1912). W 1913 z jej inicjatywy powstała we Lwowie Liga Mężczyzn dla Obrony Praw Kobiet, do której jako pierwsi przystąpili Witold Lewicki oraz senator Maksymilian Thullie. Publikowała m.in. w dwutygodniku „Nowe Słowo” i dzienniku „Kurier Lwowski”. W latach 1911–1913 redagowała także dodatek do „Kuriera Lwowskiego” zatytułowany „Głos Kobiet” (nie mylić z kobiecym pismem socjalistycznym wydawanym pod tym samym tytułem).
Po wybuchu I wojny światowej Komitet Obywatelskiej Pracy Kobiet pod jej kierownictwem zajął się organizacją pomocy humanitarnej w mieście. Działaczki zakładały m.in. ochronki dla dzieci, tanie kuchnie dla biednych i kursy dla sanitariuszek. Dulębianka blisko współpracowała z wiceprezydentem Lwowa, Tadeuszem Rutowskim, obejmując sekretariat miejskiego Wydziału Dobroczynności. Uczestniczyła także w obronie Lwowa w listopadzie 1918 w trakcie trwającej wojny polsko-ukraińskiej, m.in. współorganizując służbę sanitarną. W grudniu 1918 została w Warszawie wybrana przewodniczącą Ligi Kobiet Polskich, zrezygnowała jednak z tej funkcji z powodu walk toczących się dalej we Lwowie. Ostatniego dnia grudnia w imieniu delegacji kobiet przemawiała na audiencji u Józefa Piłsudskiego.

## Śmierć

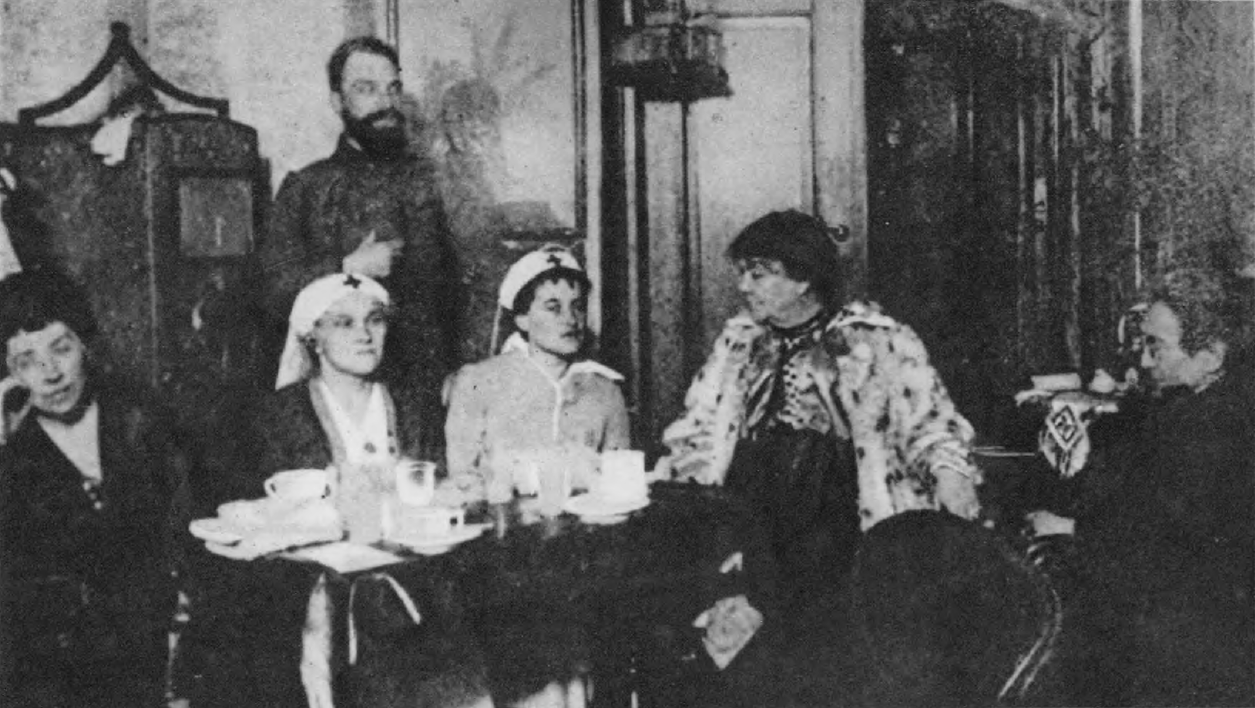
Delegacja wizytująca obozy ukraińskie w Pałacu Rejów w Mikulińcach, rok 1919. Siedzą od lewej: Maria Bogucka, Maria Opieńska, Teodozja Dzieduszycka, Józefa Rejowa, Maria Dulębianka

23 stycznia 1919 wraz z Marią Opieńską i Teodozją Dzieduszycką, jako delegatka Czerwonego Krzyża do zbadania położenia jeńców i internowanych w obozach ukraińskich, wyruszyła w niebezpieczną misję m.in. do Stanisławowa, Kołomyi, Czortkowa, Mikuliniec, Tarnopola i Złoczowa. Podróż odbywała się w czasie niezwykle ostrych mrozów. Od chorych jeńców polskich delegatki zaraziły się tyfusem plamistym.
Maria Dulębianka zmarła na tyfus po powrocie do Lwowa, 7 marca 1919. Początkowo została pochowana w grobowcu Marii Konopnickiej na Cmentarzu Łyczakowskim we Lwowie. W 1927 jej trumnę przeniesiono na nowo założony Cmentarz Obrońców Lwowa (kwatera I, miejsce 6).

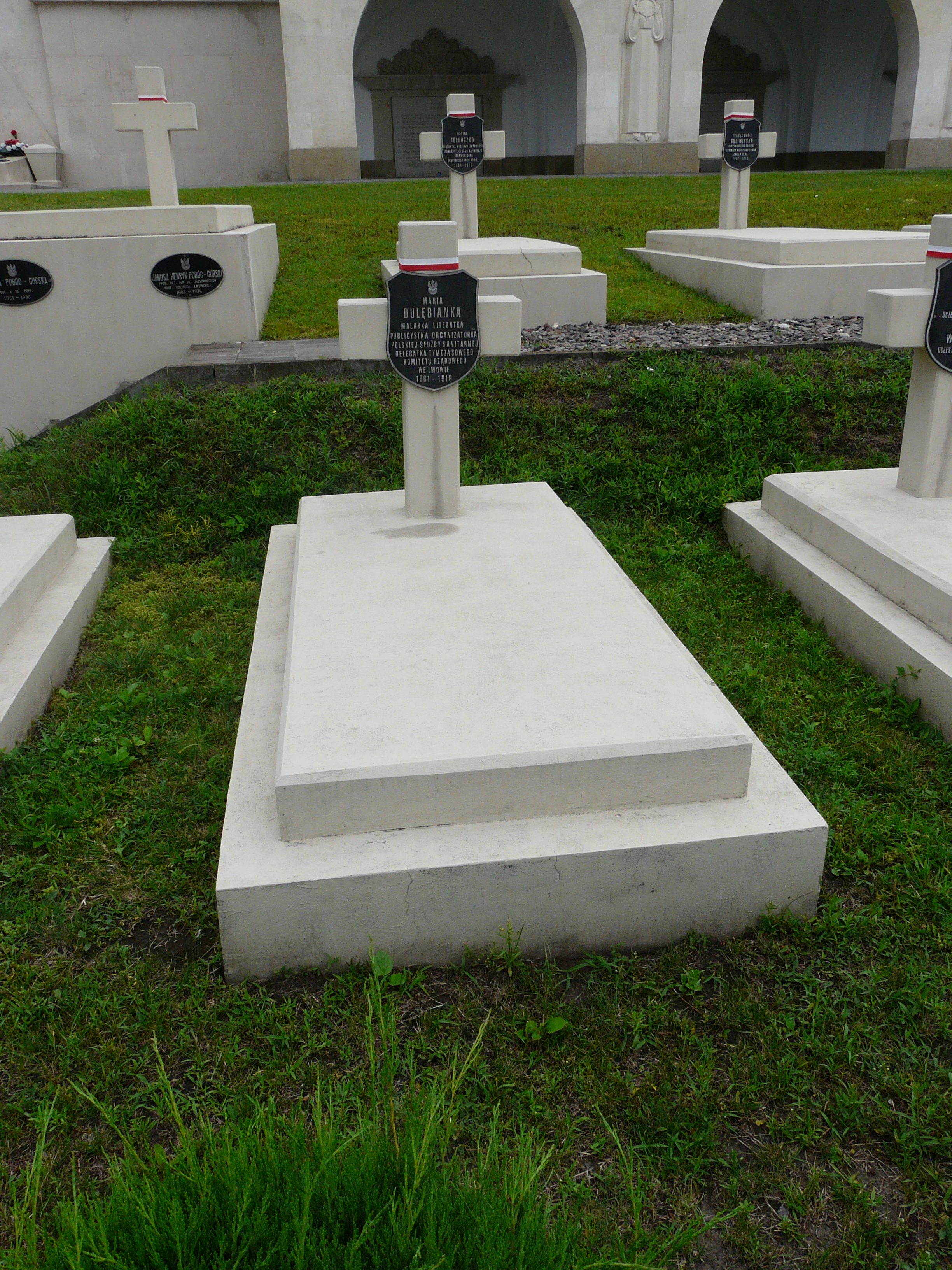
Grób Marii Dulębianki we Lwowie (2017)

## Odznaczenie i upamiętnienie
Zarządzeniem prezydenta RP Ignacego Mościckiego z 19 grudnia 1930 została odznaczona Krzyżem Niepodległości „za pracę w dziele odzyskania niepodległości”.
Decyzją Rady Miasta Lwowa już w 1920 jedna ulic w tym mieście została nazwana imieniem Marii Dulębianki, a w dziesiątą rocznicę śmierci, w 1929, Lwowska Liga Kobiet wydała broszurę z krótką biografią Dulębianki przygotowaną przez Marię Jaworską. W 1935 pośmiertnie została odznaczona Odznaką Honorową Polskiego Czerwonego Krzyża I stopnia.
W 2021 Dulębianka została patronką pasażu przy Pałacu Kultury i Nauki w Warszawie, ulicy na Nadodrzu we Wrocławiu, w 2018 patronką ulicy na Strzeszynie w Poznaniu, a w 2022 roku projekt nadania jej imienia ulicy w Krakowie zyskał poparcie Komisji Kultury Rady Miasta Krakowa. W 2022 roku nakładem Wydawnictwa Marginesy ukazała się biografia autorstwa Karoliny Dzimiry-Zarzyckiej zatytułowana Samotnica. Dwa życia Marii Dulębianki.